# Зборовская памятная медаль
Зборовская памятная медаль — государственная награда Чехословакии.

## История
Зборовская памятная медаль была учреждена правительством Чехословакии 13 мая 1947 года в память 30-летия сражения у Зборова.
Медаль вручалась участникам событий и семьям погибших.

## Описание
Медаль изготавливается из серебра.
Аверс медали: портрет Томаша Масарика в фуражке и в профиль, по окружности слева и справа от портрета надпись «PRAVDA» и «VÍTĚZÍ».
Реверс: три военных штандарта, древко которых внизу обременено лавровой ветвью. Справа (геральдически) от штандартов по краю медали надпись «ZBOROV», слева — «1917 — 1947».
Медаль при помощи металлического кольца подвешена к ленте.
Лента медали муаровая красного цвета с тонкими синими полосками по краям, посередине георгиевская лента окантованная по краям белыми тонкими полосками.
 Для повседневного ношения имеется планка, обтянутая орденской лентой.